# Gabriela Muskała

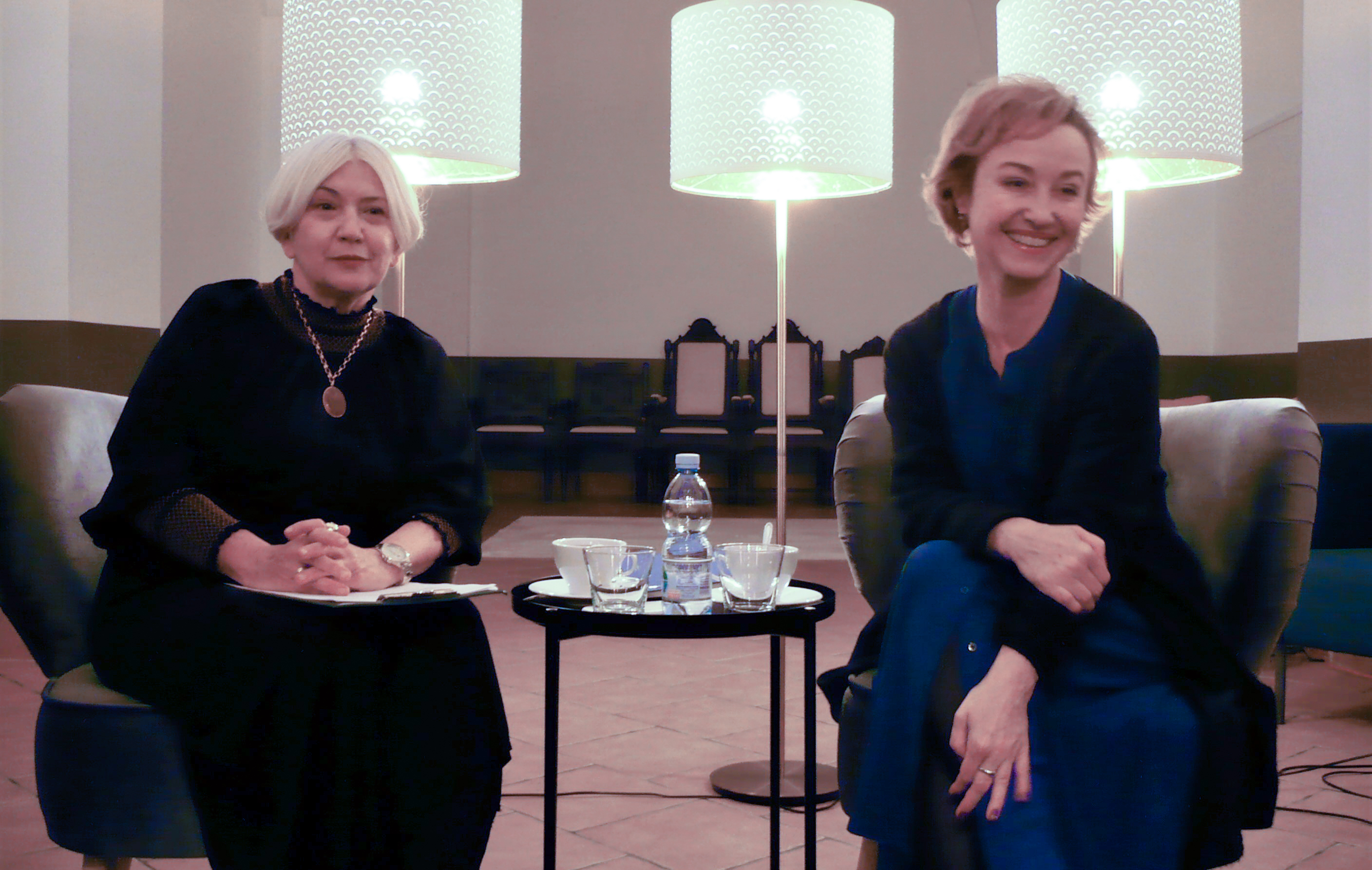
Klaudia Lutosławska-Nowak i Gabriela Muskała. Kłodzko (2022)

Gabriela Muskała (ur. 11 czerwca 1969 w Kłodzku) – polska aktorka teatralna i filmowa, dramatopisarka.

## Życiorys
Jest absolwentką Państwowej Wyższej Szkoły Filmowej, Telewizyjnej i Teatralnej im. Leona Schillera w Łodzi (1994). W latach 1993–1997 występowała w Teatrze Powszechnym w Łodzi i równolegle od 1995 do 1996 gościnnie w Teatrze Kwadrat im. Edwarda Dziewońskiego w Warszawie. Od 1997 związana jest z Teatrem im. Stefana Jaracza w Łodzi, a od 2005 roku również z Teatrem Dramatycznym im. Gustawa Holoubka w Warszawie. W 2004 roku występowała gościnnie w Teatrze Narodowym w Warszawie.
Wraz z siostrą, Moniką Muskałą, tłumaczką literatury niemieckojęzycznej, tworzą autorski duet „Amanita Muskaria”, którego monodram Podróż do Buenos Aires, Work in Regress był pokazywany na festiwalach w Polsce i za granicą: w Brukseli i Egerze. W maju 2007 w Teatrze Narodowym odbyła się prapremiera drugiej sztuki Amanity Muskarii pt. Daily Soup. W 2012 odbyła się premiera telewizyjna tego spektaklu w ramach Teatru Telewizji na żywo.

## Życie prywatne
Była żoną reżysera Grzegorza Zglińskiego (rozwiedli się w 2015), z którym ma syna Michała (ur. 1998). Od 2021 związana z aktorem Zbigniewem Zamachowskim.

## Filmografia
- 1999: Królowa aniołów – Maria
- 2000: Złotopolscy – sierżant Jola Podleśna, koleżanka Marylki
- 2001: Małopole czyli świat – Anna Jakubowska, siostra Zygi
- 2004: Cała zima bez ognia – Labinota
- 2006: Na dobre i na złe – Ewa Banasik (odc. 277 i 278)
- 2006: Podróż – Iwona
- 2007: Ekipa – socjolog Natalia Frątczak (odc. 7)
- 2007: Aria Diva – Basia
- 2008: Londyńczycy – Ewa Malec
- 2009: Zero – żona sprzedawcy gazet
- 2009: Londyńczycy 2 – Ewa Malec
- 2009: Janosik. Prawdziwa historia – żona Szyposza
- 2009: Janosik. Prawdziwa historia (serial telewizyjny) – żona Szyposza
- 2009: Generał – Sally (odc. 4)
- 2009: Generał – zamach na Gibraltarze – Sally
- 2010: Krzysztof – Dorota Orłowicz, siostra Krzysztofa Orłowicza
- 2010: Nie ten człowiek – żona dyrektora
- 2011: Wymyk – Viola
- 2011–2013: Głęboka woda – Kalina Wilczyńska
- 2012: Prawo Agaty – Kinga Bugajska (odc. 4)
- 2012: Paradoks – komisarz Monika Piechocka
- 2012: Ja to mam szczęście! – Dorota, była żona Jerzego (odc. 7 i 9)
- 2012: Być jak Kazimierz Deyna – Zosia, matka Kazika
- 2012–2013: Wszystko przed nami – Anna Małek
- 2013: Komisarz Alex – Mariola Filarska (odc. 47)
- 2013: Chce się żyć – lekarka
- 2014: Warsaw by Night – Honorata
- 2014: Serce, serduszko – Basieńka
- 2014: Ederly – narzeczona
- 2015: Moje córki krowy – Katarzyna Makowska, siostra Marty
- 2015: Krew z krwi – Pamela, córka Rosiaka (odc. 8-10)
- 2015: Prokurator – Barbara Wolańska, dyrektor banku (odc. 10)
- 2016: Wołyń – Bronka, siostra Macieja Skiby
- 2016: Czarnowidzka (etiuda szkolna) – Dorota
- 2017: Karma – Ewa
- 2018: Rojst – Magda Drewiczowa, matka Justyny
- 2018: Monument – obsada aktorska
- 2018: 7 uczuć – Weronika Porankowska
- 2018: Fuga – Kinga Słowik - Alicja
- 2019: Szóstka – Beata Małecka
- 2019: Proceder – matka Moniki
- 2020: W lesie dziś nie zaśnie nikt – Izabela, opiekunka grupy
- 2020: Królestwo kobiet – Gabi Bielska
- 2021: Krime story. Love story – Aneta
- 2023: Skołowani – Maria, asystentka Maksa
- 2023: Fin Del Mundo? – Masza, siostra Waldiego
- 2023–2024: Skazana[2] – Dorota Wójcik
- 2024: Spadek – Zofia Kłos, żona Dawida
- 2025: Aniela – Ewa/Edyta (podwójna rola)

## Monodramy
- Podróż do Buenos Aires, Amanita Muskaria, reż. Marian Półtoranos
- Kitty, recital songów według K. Tucholskiego, reż. Marian Półtoranos
- Pani dobra według Święta Borysa, T. Bernharda, reż. Marian Półtoranos
- Lalki, ciche moje siostry, H. Bardijewskiego, reż. Marian Półtoranos

## Role teatralne
- Samobójca, N. Erdmana, reż. M. Fiedor – Maria Podsiekalnikowa
- Koronacja, M. Modzelewskiego, reż. Łukasz Kłos – Żona
- Merylin Mongoł, N. Kolady, reż. Barbara Sass – Olga Merylin Mongoł
- Okruchy czułości, N. Simona, reż. Bogdan Hussakowski – Polly
- Czarujący korowód, W. Schwaba, reż. B. Hussakowski – Aktorka
- Rutheford i Syn, K.G. Sowerby, reż. Mariusz Grzegorzek – Mary
- Wesele, A. Czechowa, reż. Walery Fokin – Żmindowa
- Foma, F. Dostojewskiego, reż. Remigiusz Brzyk – Nastia
- Szklana menażeria, T. Williams, reż. Mariusz Grzegorzek – Laura
- Trzy siostry, A. Czechowa, reż. Barbara Sass – Irina
- Agnes od Boga, J. Pielmeiera, reż. Mariusz Grzegorzek – Agnes
- Czarnoksiężnik z Krainy Oz, L.F. Bauma, reż. Janina Niesobska – Dorotka
- Lekcja, E. Ionesco, reż. Michał Pawlicki – Uczennica
- Antygona, J. Anouilha, reż. Maciej Korwin – Antygona
- Ania z Zielonego Wzgórza, L. Montgomery, reż. Maciej Korwin – Ania

## Odznaczenia
- Srebrny Medal „Zasłużony Kulturze Gloria Artis” (24 września 2013)[3]
- Medal Pro Publico Bono im. Sabiny Nowickiej (2012)[4]

## Nagrody i wyróżnienia
- Nagroda Ministerstwa Kultury i Sztuki na Ogólnopolskich Spotkaniach Amatorskich Teatrów Jednego Aktora w Zgorzelcu za monodram Lalki, moje ciche siostry (1988)
- Nagroda Dziennikarzy za monodram Lalki, moje ciche siostry na Wrocławskich Spotkaniach Teatrów Jednego Aktora WROSTJA (1988)
- I nagroda na Ogólnopolskich Spotkaniach Amatorskich Teatrów Jednego Aktora w Zgorzelcu za monodram Pani Dobra (1990)
- Nagroda Jury, nagroda Doroty Stalińskiej „Uwaga talent!” oraz nagroda Wandy Ziembickiej i Wojciecha J. Hasa na XIV Wrocławskich Spotkaniach Teatrów Jednego Aktora WROSTJA za spektakl Pani Dobra wg Thomasa Bernharda (1990)
- Wyróżnienie, Stypendium oraz Nagroda Prasy na XXVI Ogólnopolskim Festiwalu Teatrów Jednego Aktora w Toruniu za monodram Pani Dobra wg Thomasa Bernharda (1992)
- Nagroda łódzkich krytyków teatralnych za najlepszy debiut na scenach łódzkich za rolę Ani z Zielonego Wzgórza (1993)
- I nagroda na XVI Przeglądzie Piosenki Aktorskiej we Wrocławiu (1995)
- „Złota Maska” - nagroda łódzkich dziennikarzy za największe osiągnięcia artystyczne sezonu teatralnego 1994/95 za role w Lekcji Ionesco i Czarodzieju z Oz Bauma w Teatrze Powszechnym w Łodzi (1995)
- I Nagroda w konkursie XVI Przeglądu Piosenki Aktorskiej we Wrocławiu (1995)
- Nagroda dla najlepszej aktorki za rolę Agnes w spektaklu Agnes od Boga na Międzynarodowym Festiwalu Teatralnym „Zderzenie” w Kłodzku (1996)
- Tytuł najpopularniejszej aktorki Teatru im. Stefana Jaracza w Łodzi przyznany przez „Dziennik Łódzki” i Radio Manhattan (1999)
- Nagroda Marszałka Województwa Łódzkiego (2002)
- Grand Prix i Nagroda wrocławskiej rozgłośni Polskiego Radia na 36. Międzynarodowych Spotkaniach Teatrów Jednego Aktora we Wrocławiu za monodram Podróż do Buenos Aires (2002)
- Nagroda aktorska na 42. Kaliskich Spotkaniach Teatralnych za rolę Walerki w Podróży do Buenos Aires Amanity Muskarii w Teatrze im. Stefana Jaracza w Łodzi (2002)
- Nagroda w VIII Ogólnopolskim Konkursie na Wystawienie Polskich Sztuk Współczesnych w Warszawie za rolę Walerki w spektaklu Podróż do Buenos Aires Amanity Muskarii w Teatrze im. Stefana Jaracza w Łodzi (2002)
- Nagroda na I Festiwalu Prapremier w Bydgoszczy za rolę Walerki w Podróży do Buenos Aires Amanity Muskarii w Teatrze im. Stefana Jaracza w Łodzi (2002)
- „Złota Maska” nagroda łódzkich dziennikarzy za rolę Olgi w Merylin Mongoł w Teatrze im. Stefana Jaracza (2003)
- Wyróżnienie na XLIII Kaliskich Spotkaniach Teatralnych za rolę Olgi w spektaklu Merylin Mongoł Kolady w Teatrze im. Stefana Jaracza w Łodzi (2003)
- „Srebrny Pierścień” za rolę Olgi w przedstawieniu Merylin Mongoł Kolady w Teatrze im. Stefan Jaracza w Łodzi (2003)
- „Kryształowa Łódka”, nagroda dla najlepszej aktorki łódzkich scen przyznana przez młodzież uczestniczącą w 30. edycji konkursu na recenzję szkolną organizowanego przez Towarzystwo Przyjaciół Łodzi (2003)
- Nagroda na IV Festiwalu Dramaturgii Współczesnej „Rzeczywistość Przedstawiona” w Zabrzu za rolę Żony w przedstawieniu Koronacja Marka Modzelewskiego w Teatrze Narodowym w Warszawie (2004)
- tytuł najlepszej aktorki na XI Ogólnopolskim Festiwalu Sztuk Przyjemnych i Nieprzyjemnych w Łodzi za rolę Marii w Samobójcy z Teatru Dramatycznego w Warszawie (2005)
- Nagroda im. Jana Machulskiego w kategorii: Najlepsza aktorka - w filmie Aria Diva (2009)
- I nagroda na 7. Międzynarodowym Festiwalu Monodramów Thespis w Kilonii za monodram Podróż do Buenos Aires (2010)
- I nagroda na The Third International One Actor Theatre Festival „MonoBaltija” w Kownie za monodram Podróż do Buenos Aires (2010)
- Nagroda indywidualna za drugoplanową rolę kobiecą w filmie Wymyk na FPFF w Gdyni (2011)
- Nagroda Jury Młodych XII Festiwalu Dramaturgii Współczesnej „Rzeczywistość Przedstawiona” w Zabrzu za rolę Virginii w spektaklu Posprzątane (2012)
- „Złota Maska” - nagroda łódzkich dziennikarzy za rolę żeńską za rolę Virginii w Posprzątane w Teatrze im. Stefana Jaracza w Łodzi (2012)
- Nagroda za rolę kobiecą na Koszalińskim Festiwalu Debiutów Filmowych „Młodzi i Film” - za rolę w filmie Być jak Kazimierz Deyna (2012)
- „Złota Maska” - nagroda łódzkich dziennikarzy za najlepszą rolę żeńską w sezonie 2014/2015 - rolę Żony w spektaklu Ich czworo Gabrieli Zapolskiej w Teatrze im. Stefana Jaracza w Łodzi (2015)
- „Złoty Miedziak” dla najlepszej aktorki na XVII Festiwalu „Oblicza Teatru” w Polkowicach za rolę Żony w spektaklu Ich czworo Gabrieli Zapolskiej (2016)
- Wyróżnienie aktorskie w Konkursie Filmów Krótkometrażowych Festiwalu Filmu i Sztuki „Dwa Brzegi” w Kazimierzy Dolnym za rolę w filmie Czarnowidzka (2017)
- „Złoty Szczeniak” na Festiwalu Aktorstwa Filmowego im. Tadeusza Szymkowa we Wrocławiu za drugoplanową kreację aktorską kobiecą w filmach 7 uczuć i Fuga (2018)
- Nagroda Specjalna za najlepszą kreację aktorską na Forum Kina Europejskiego „Cinergia” w Łodzi - za rolę w filmie 7 uczuć (2018)
- „Jańcio Wodnik” - nagroda na Ogólnopolskim Festiwalu Sztuki Filmowej „Prowincjonalia” we Wrześni za najlepszą rolę kobiecą w filmie Fuga (2019)
- Nagroda dla najlepszej aktorki w Konkursie Polskich Filmów Fabularnych na Międzynarodowym Festiwalu Kina Niezależnego „Off Camera” w Krakowie za rolę w filmie Fuga (2019)
- Nagroda „Robi Swoje” na 23. Festiwalu Filmu - Muzyki - Malarstwa „Lato z Muzami” w Nowogardzie (2019)
- Nagroda za scenariusz filmu Fuga na Nyskim Festiwalu Filmowym w Żytawie (2019)
- Orzeł, Polska Nagroda Filmowa w kategorii: Odkrycie roku za scenariusz do filmu Fuga (2019)
- Nagroda Prezydenta Miasta Łodzi za osiągnięcia w dziedzinie twórczości artystycznej (2020)
- Nagroda Publiczności w Konkursie Głównym Sopot Film Festival za film Błazny (2024)
- „Złoty Szczeniak” na Festiwalu Aktorstwa Filmowego im. Tadeusza Szymkowa we Wrocławiu za drugoplanową kreację aktorską kobiecą w filmie Skołowani (2024)

Źródło:.